# Jill Mansell
Jill Mansell (...) è una scrittrice inglese.
È autrice di diverse commedia rosa, che hanno totalmente raggiunto gli oltre 11 milioni di copie vendute nel mondo.
Crescita nel Cotswolds,  ha frequentato la scuola Sir William Romney a Tetbury. Dopo aver lavorato presso il Burden Neurological Institute di Bristol per diversi anni, è diventata una scrittrice a tempo pieno nel 1992. Vive a Bristol con marito e figli.